# Озерки (Гвардійський міський округ)
Озерки (рос. Озерки) — селище Гвардійського міського округу, Калінінградської області Росії. Входить до складу Озерковського сільського поселення.
Населення — 2473 особи (2015 рік).

## Населення
| 2002 | 2010  |
| ---- | ----- |
| 2996 | ↘2473 |